# Heinrich Parler
Heinrich Parler Starejši (tudi Heinrich iz Gmünda, nemško: Heinrich von Gemünd der Ältere; okoli  1310 - okoli 1370), je bil nemški arhitekt (stavbenik) in kipar. Njegova mojstrovina je Cerkev svetega Križa, Schwäbisch Gmünd, vpliven mejnik poznogotske arhitekture v mestu Schwäbisch Gmünd, zvezna dežela Baden-Württemberg, Nemčija. Je tudi ustanovitelj družine mojstrskih graditeljev Parler, njegovi potomci pa so delali v različnih delih srednje Evrope, zlasti na Češkem. Njegov sin Peter Parler je postal eden večjih stavbenikov srednjega veka. Družinsko ime izhaja iz besede Parlier, ki pomeni 'delovodja'.

## Življenje in delo
Heinrich Parler se je verjetno rodil v Kölnu med letoma 1300 in 1310, kjer je bilo njegovo najstarejše znano delo nadzorovanje gradnje Kölnske stolnice . Pozneje je živel in delal v Schwäbisch Gmündu, svobodnem cesarskem mestu (nemško: Reichsstädte) Svetega rimskega cesarstva .
Okoli leta 1333 je bil Parler povabljen, da postane gradbeni vodja cerkve sv. Križa (nemško: Heilig-Kreuz-Münster) v Schwäbisch Gmündu. Gradnja se je začela že leta 1315, da bi obstoječo romansko cerkev nadomestili z gotsko baziliko. Spremenil je načrt te nove zgradbe in dogradil ladjo kot dvoransko cerkev (nemško: Hallenkirche), prvo te vrste v južni Nemčiji. Okrogli stebri s kapiteli z venčnimi listi, podolgovata okna svetlobnega nadstropja in zapleteni barvni oboki so prvi oprijemljivi dokazi njegovega novega sloga, ki se je še bolj izrazil s polaganjem temeljnega kamna kora leta 1351. Njegov sin Peter Parler (1333– 1399) je začel sodelovati z njim na koru, zasnovanem kot ambulatorij s kapelicami, ki ležijo ravno med oporniki. Število potrebnih notranjih podpornih stebrov se je zato zmanjšalo in stranske ladje so bile zgrajene tako visoko kot glavna ladja, kar je ustvarilo razširjen občutek prostora. Heinrich Parler je bil odgovoren tudi za eksperimentalne, bolj resnične skulpture, kot so jih doslej ustvarjali v starejših cerkvah. Sveti križ zato pomeni pomemben mejnik pozne gotske arhitekture in kiparstva. Oče in sin nista živela, da bi videla posvetitev cerkve, ki se je zgodila leta 1410. Delo se je nadaljevalo tudi še v 16. stoletju.
Kot je bilo v navadi, je bil Heinrich Parler Starejši poleg Schwäbisch Gmünda odgovoren tudi za druga gradbišča. Čeprav ni dokumentov, je najverjetneje zasnoval [[Marijina cerkev, Nürnberg|Frauenkirche]] v Nürnbergu, kjer je sodeloval s sinom Petrom. Razmerje med zasnovo cerkve je presenetljivo blizu prototipu Svetega križa. Ta primerjava velja tudi za kor Augsburške stolnice, ki se je začel leta 1356. Mogoče je imel tudi roko pri oblikovanju Ulmskega Minstra, ki se je začel graditi leta 1366 in je danes najvišja cerkev na svetu, čeprav so njegovi družinski člani bolj jasno dokumentirani kot izvajalci.

## Zapuščina
Arhitekturni slog in sodobne kiparske zasnove Heinricha Parlerja so prevzeli številni drugi stavbeniki in ga nadalje razvijali, kar ga uvršča med najvplivnejšega obrtnika 14. stoletja. Kar je bilo znano kot 'Parlerjanski slog' ali 'Parlerjanska arhitektura', se je razširilo po srednji Evropi in ga je mogoče videti v cerkvi svetega Martina v Landshutu, Sv. Lovrenca, Nürnberg, Svetega Jurija, Dinkelsbühl,  stolnici sv. Štefana na Dunaju in številnih primerih po Hanzeatski zvezo od Nizozemske do Poljske. Primere lahko najdemo tudi v Skandinaviji, na primer v Sv. Marija, Helsingør, Danska.
Sin Heinricha Parlerja, Peter Parler, je postal eden največjih stavbenikov gotske dobe. Heinrichov najstarejši sin, Johann Parler Starejši, je delal kot graditelj v Zwettlu in nato v stolnici v Baslu. Heinrich bi lahko imel brata, delovodjo Petra von Reutlingena, ki je domnevno zgradil Marienkirche in Nikolaikirche v Reutlingenu v Nemčiji.